# Viguieranthus scottianus
Viguieranthus scottianus är en ärtväxtart som först beskrevs av René Viguier, och fick sitt nu gällande namn av Villiers. Viguieranthus scottianus ingår i släktet Viguieranthus och familjen ärtväxter. Inga underarter finns listade i Catalogue of Life.